# Четыре фонтана
Четы́ре фонта́на (итал. Quattro Fontane) — группа из четырёх позднеренессансных фонтанов, расположенная в Риме на пересечении улицы Четырёх фонтанов (итал. Via delle Quattro Fontane) и улицы Квиринале (итал. Via del Quirinale).
Созданы по решению папы Сикста V и размещены под наблюдением Муцио Маттеи на перекрёстке в 1588—1593 годах. Фигуры фонтанов представляют собой символические изображения:
- реки Тибр (символ Рима);
- реки Аньене (в античности Анио), притока Тибра, который снабжал большинство римских акведуков водой[1][2], или же, по другим источникам, реки Арно[3][4][5][К 1];
- богини Дианы — символа непорочности;
- богини Юноны, символизирующей женскую силу[5].

Возможно, что фигуры Дианы и Юноны также олицетворяют реки. Фонтаны Арно, Тибра и Юноны созданы скульптором Доменико Фонтана, а фонтан Дианы был спроектирован художником и архитектором Пьетро да Кортона. Фигура Тибра изображена рядом с дубом (символ Рима — Капитолийскую волчицу добавили позднее). Фигуры выполнены из цемента.
С перекрёстка открывается вид сразу на три обелиска: у церквей Санта-Мария-Маджоре, Сантиссима-Тринита-дей-Монти и на Квиринале. Рядом с фонтанами расположена получившая от них название церковь Сан-Карло алле Куатро Фонтане, построенная по проекту выдающегося архитектора римского барокко Франческо Борромини.
До 1964 года на Виа Кватро Фонтане находился Папский шотландский колледж. Один из углов площади у фонтана Арно сформирован знаменитым дворцом: Палаццо Маттеи-Альбани-Дель Драго. Недалеко от площади расположен оперный Театр четырёх фонтанов, названный по своему местонахождению.

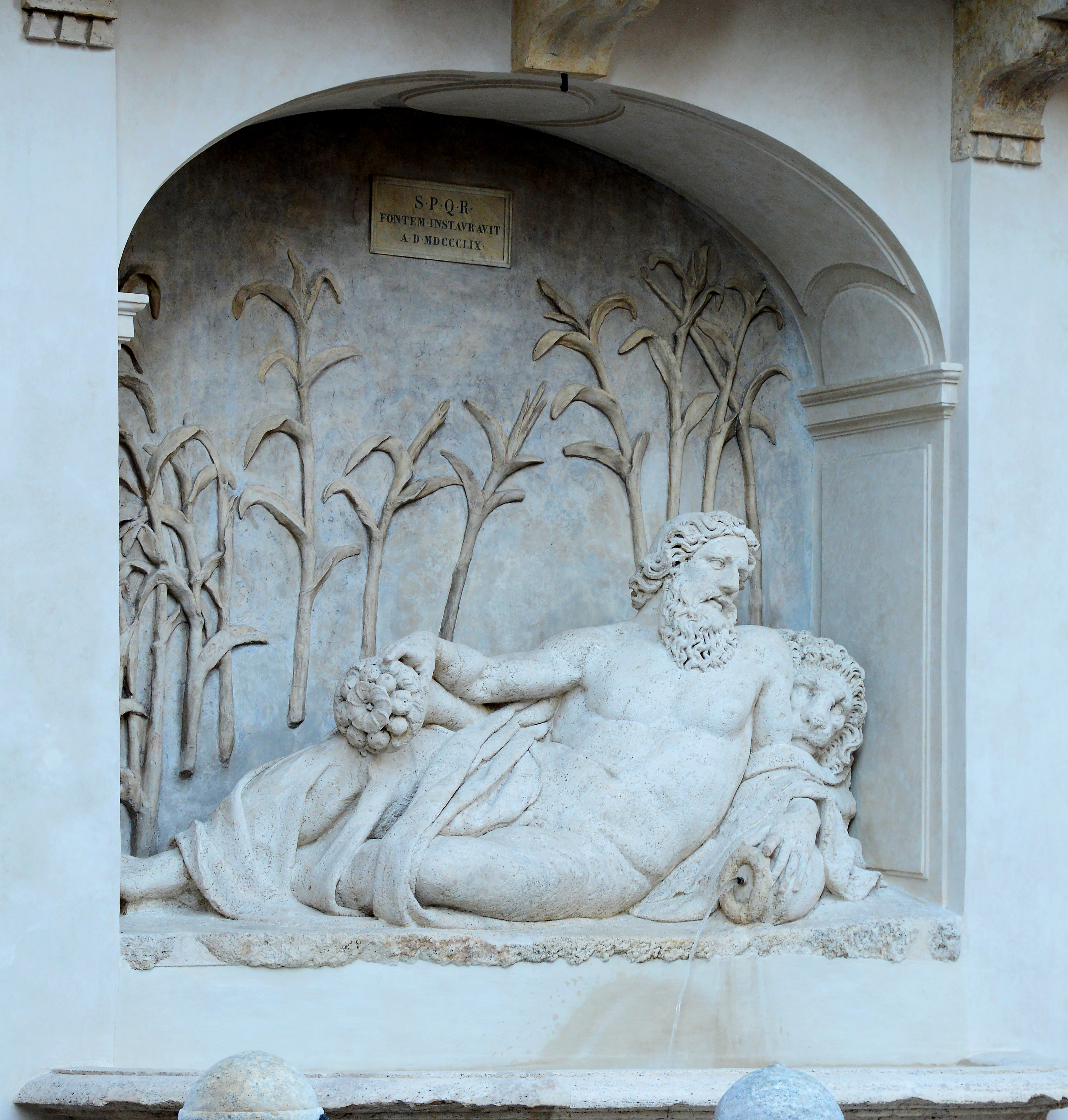
Река Арно
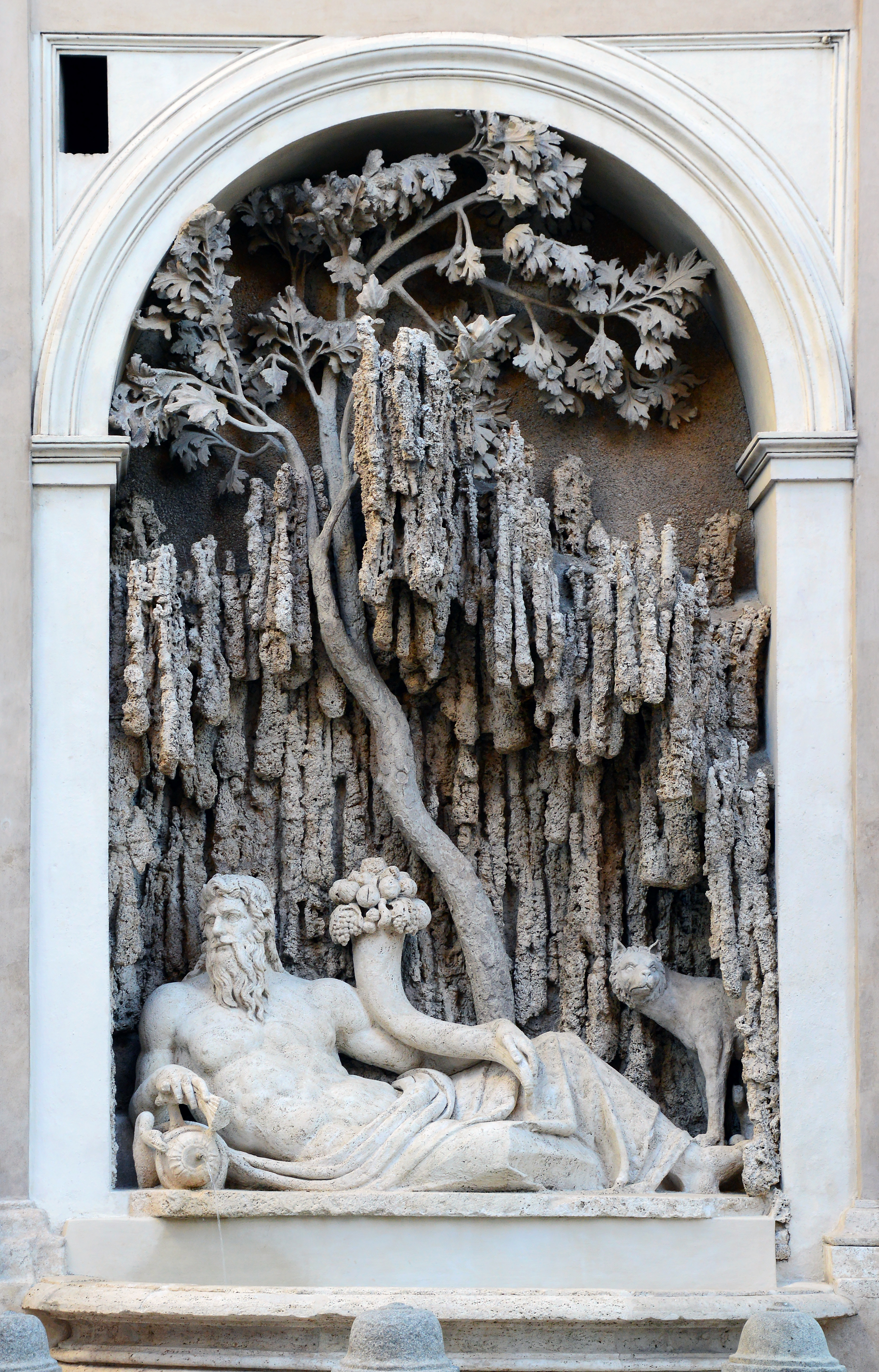
Река Тибр
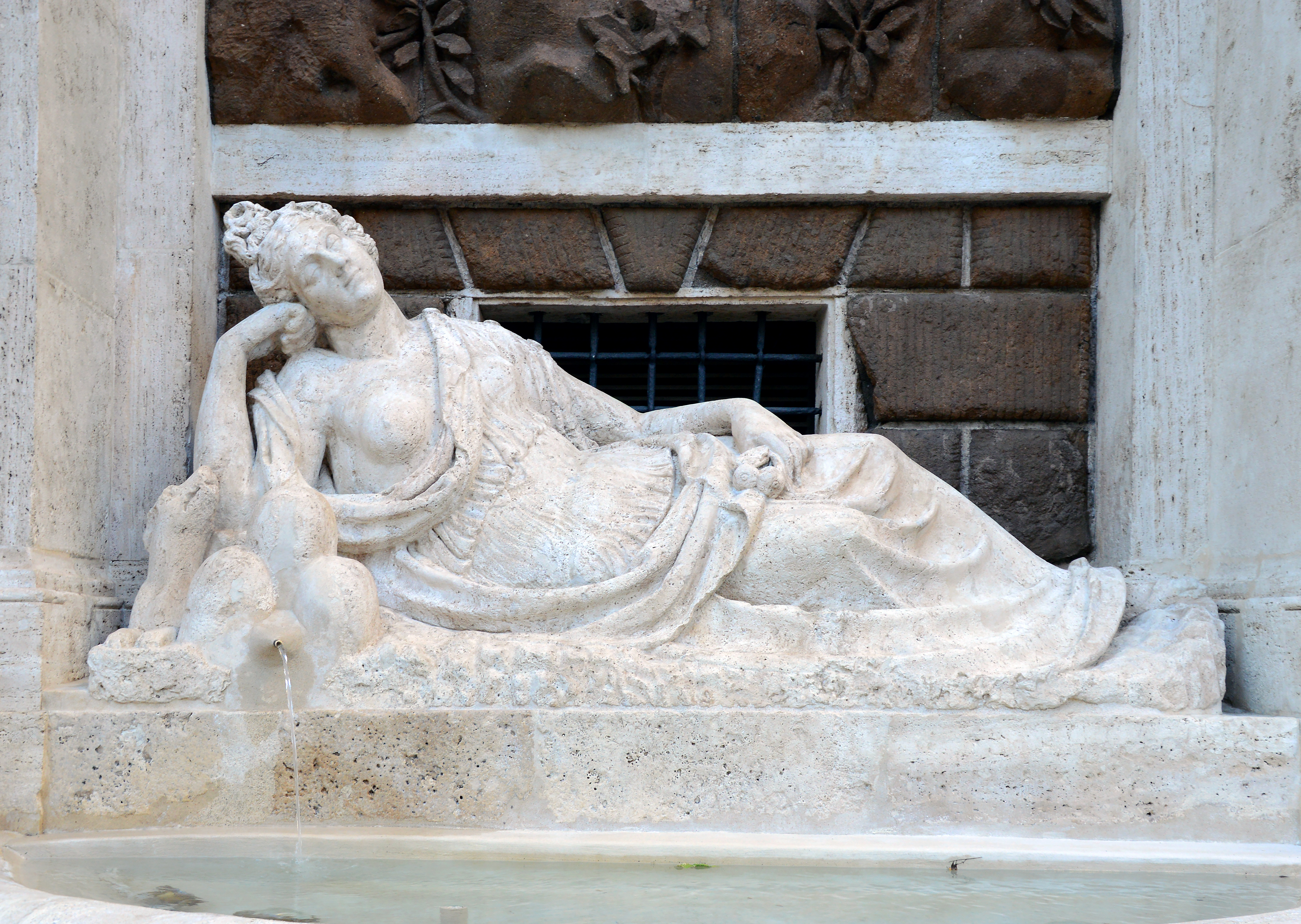
Богиня Диана
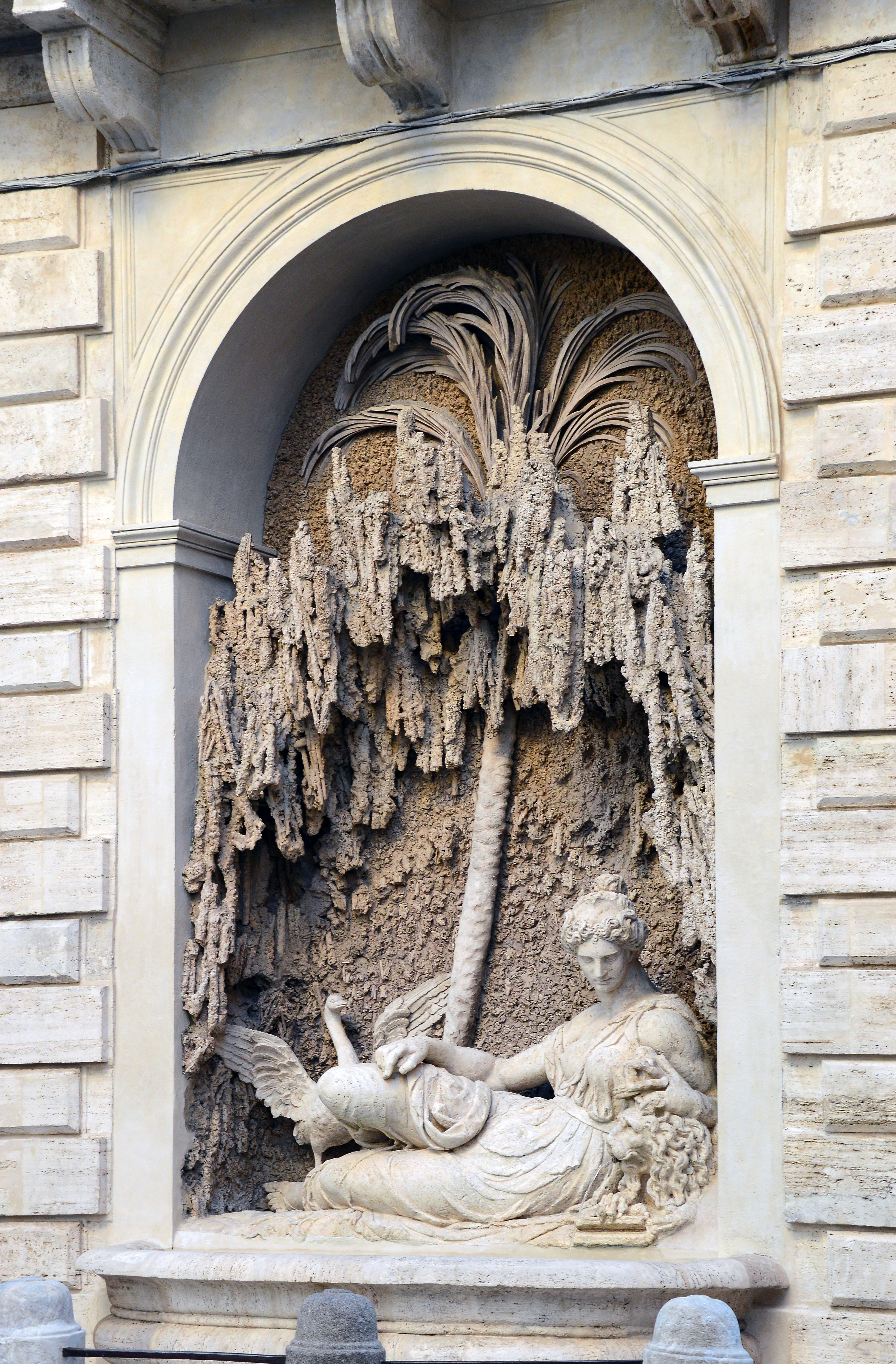
Богиня Юнона

## Комментарии
1. ↑  В ряде источников обе версии — Аньене и Арно — указываются как равноценные[6][7].